# Monorthochaeta nigra
Monorthochaeta nigra är en stekelart som beskrevs av Blood 1923. Monorthochaeta nigra ingår i släktet Monorthochaeta och familjen hårstrimsteklar. Inga underarter finns listade i Catalogue of Life.